# Río Bajoy
El río Bajoy (en gallego, Baxoi o Baixoi) es un río costero del noroeste de la península ibérica que discurre por la provincia de La Coruña, en Galicia, España.

## Curso
El Bajoy nace en la sierra de Queijeiro y desemboca en la ría de Betanzos, atravesando de este a oeste los municipios de Monfero, Villarmayor y Miño. Su cuenca abarca también las tierras de Andrade, en el municipio de Puentedeume. Tiene una longitud aproximada de unos 21 km y recibe diferentes nombres a lo largo de su recorrido.
Nace a 450 metros de altitud. En su tramo alto recibe el nombre de arroyo del Candedo por pasar por el paraje homónimo. En su curso medio, aproximadamente entre los 300 y 50 metros de altitud, se lo conoce como río Vilariño por bañar las tierras del paraje del Vilariño. La mayor parte de este tramo forma frontera natural entre los municipios de Monfero y Villarmayor.
Desde que recibe por la derecha las aguas de su principal afluente, el río Anduriña, comienza a denominarse Bajoy. Este curso bajo es donde recibe la mayor parte de sus afluentes. Además del ya nombrado río Anduriña, recibe por la derecha el rego del Porto do Crego que desciende de la reserva de Allegue; el rego del Porto Vedro que nace en tierras de Andrade; el rego del Plata que nace en Carantoña y, ya a pocos metros de la desembocadura, el río Xarío que baja de Vidreiro. En la margen izquierda recoge las aguas del rego de la Vuelta y el arroyo de los Sordos que bajan de Villarmayor; ya en la ría baja el gran rego que desciende de Bemantes.
Cerca de su desembocadura forma una ría conocida como O Xuncal (El Juncal) por la profusión de cañas. A pesar de la agresión sufrida por la construcción del viaducto de la AP-9 que la atraviesa, cuenta con una importante riqueza faunística y paisajística. Por el juncal pasa también la vía férrea Betanzos-Ferrol.
A la izquierda de la desembocadura, entre el cañaveral y la ría de Betanzos, se encuentra la playa Grande de Miño de origen dunar.